# Заявление Украины против России в Международный суд ООН (2017)
Заявление Украины против России было подано в Международный суд ООН в январе 2017 года. Украина требует признать боевые действия России в Донбассе нарушающими Международную конвенцию по борьбе с финансированием терроризма, а в Крыму — Международную конвенцию о ликвидации всех форм расовой дискриминации.
В составе Суда нет граждан Украины, а судья-россиянин Кирилл Геворгян взял самоотвод. Как Украина, так и Россия назначили в состав Суда судей ad hoc — Леонида Скотникова (Россия) и Фаусто Покара (Украина).

## Содержание заявления
Заявление содержит, в частности, следующие требования к России:
- отказаться от любой поддержки «вооруженных групп, совершающих акты терроризма в Украине»;
- принять меры для вывоза всего вооружения, ранее предоставленного этим группам;
- начать уголовное преследование лиц, причастных к «финансированию терроризма»: в этом контексте упоминаются Сергей Шойгу, Владимир Жириновский, Сергей Миронов и Геннадий Зюганов;
- полностью компенсировать убытки, связанные с катастрофой МН17, а также «всеми прочими террористическими актами», в причастности к которым Киев обвиняет Москву.

## Вопрос принадлежности Крыма
Принадлежность Крыма не является предметом спора. По словам заместителя министра иностранных дел Украины Елены Зеркаль, Украина обращалась к РФ с предложением признать юрисдикцию Международного суда ООН и рассмотреть вопрос по Крыму в этом суде, но не получила никакого ответа на свое обращение.

## Вопрос о временных мерах
В марте 2017 года Суд провёл слушания по ходатайству Украины о предписании временных мер. Делегацию Украины возглавляла заместитель министра иностранных дел Елена Зеркаль, России — директор Правового департамента МИД Роман Колодкин. Из известных правоведов в делегации РФ участвовали Ален Пелле и Андреас Циммерман, в делегации Украины — Гарольд Кох.
В апреле 2017 года Суд вынес решение отказать в предписании временных мер в части дела, касающейся Международной конвенции по борьбе с финансированием терроризма, но предписать России выполнить ряд временных мер в части дела, касающейся Международной конвенции о ликвидации всех форм расовой дискриминации — обеспечить в Крыму доступность образования на украинском языке (решение принято единогласно) и воздержаться от ограничений на деятельность представительных органов крымскотатарского сообщества (решение принято 13 голосами против 3). От обеих сторон Суд потребовал воздерживаться от действий, обостряющих рассматриваемый Судом спор или осложняющих его решение.

## Вопрос о юрисдикции суда
В июне 2019 года Суд провёл слушания по вопросу о том, подсудно ли ему данное дело. Делегацию Украины возглавляла заместитель министра иностранных дел Елена Зеркаль, России — заместитель директора Департамента МИД по гуманитарному сотрудничеству и правам человека Григорий Лукьянцев и посол по особым поручениям МИД Дмитрий Лобач.
8 ноября 2019 года Судом было объявлено о признании своей юрисдикции по делу, благодаря чему суд может перейти к рассмотрению дела по существу. Ожидается, что окончательное решение будет объявлено через несколько лет.

## Решение суда
31 января 2024 года Международный суд принял окончательное решение, частично удовлетворив иски Украины. Суд отметил что Россия нарушила ряд положений двух конвенций — по борьбе с финансированием терроризма и о ликвидации всех форм расовой дискриминации на востоке Украины и в аннексированном Крыму. Так суд пришел к выводу, что Россия не расследовала финансовую поддержку сепаратистских группировок на востоке Украины в 2014 году. Также суд постановил, что РФ не защищала образование на украинском языке в Крыму поскольку там резко снизилось число обучающихся на украинском языке. Однако суд отверг обвинения Украины в отношении России в финансировании терроризма. Касаемо обвинений в преследовании этнических меньшинств в Крыму, суд постановил, что не смог с полной уверенностью утверждать, что крымских татар преследовали по этническому признаку, а не по политическим мотивам. Также Украине отказали в выплате заявленных в иске финансовых компенсаций.